# Petersburski Uniwersytet Politechniczny Piotra Wielkiego
Petersburski Uniwersytet Politechniczny Piotra Wielkiego (ros. Санкт-Петербургский политехнический университет Петра Великого) – jedna z najstarszych i najbardziej renomowanych rosyjskich uczelni technicznych, z siedzibą w Petersburgu.
Uczelnia została założona w 1899, staraniem Siergieja Wittego, jako Cesarski Petersburski Instytut Politechniczny (ros. Императорский Санкт-Петербургский политехнический институт). Jego nazwa była później kilkunastokrotnie zmieniana.

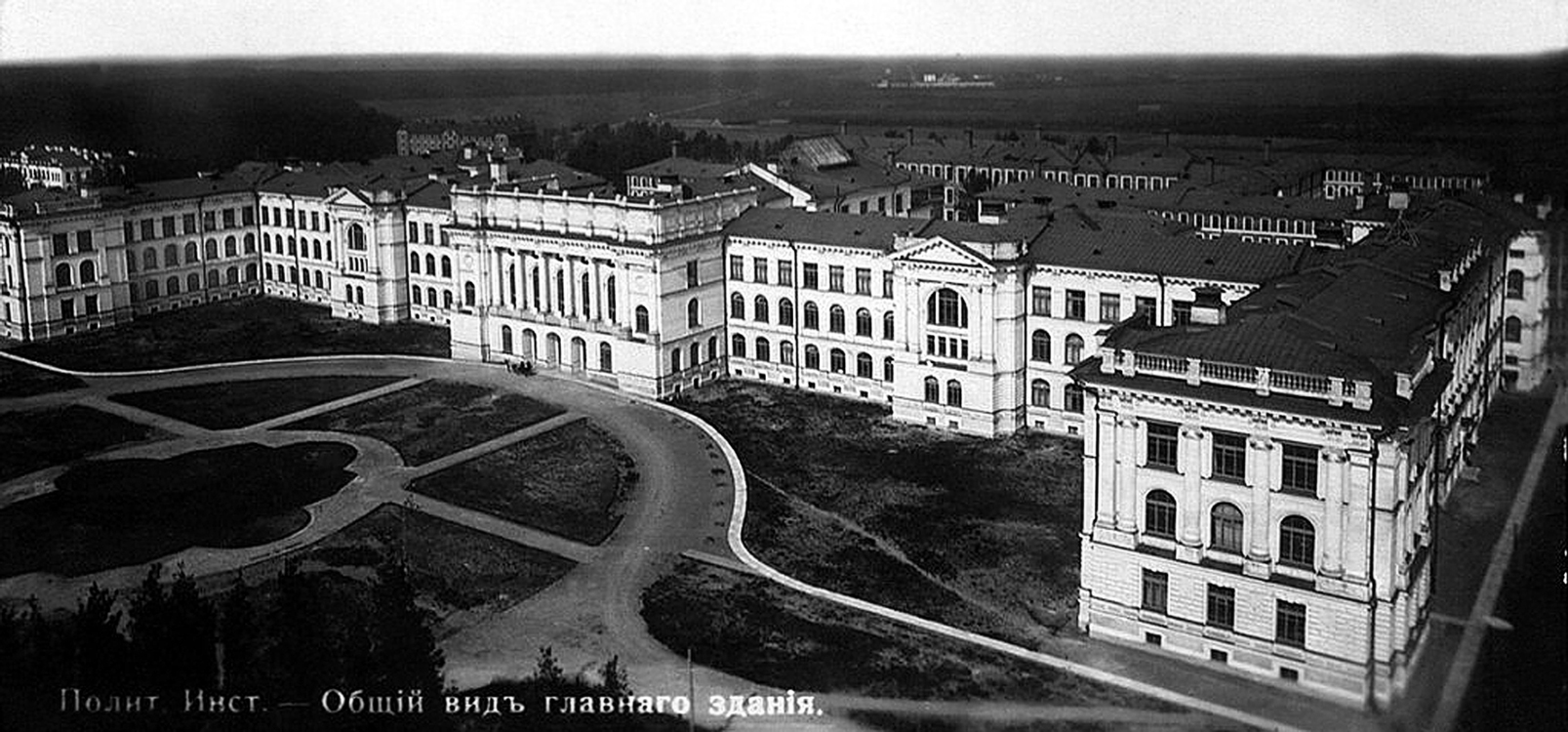
Budynek uczelni w 1902

Pierwsi studenci rozpoczęli naukę 1 października 1902 na czterech wydziałach: ekonomii, budowy statków, elektromechaniki, metalurgii.
W 2018 na uczelni, składającej się z 23 wydziałów i instytutów, kształciło się około 17 tysięcy studentów w trybie dziennym, 4200 w trybie wieczorowym i 4160 w trybie zaocznym.